# Elisabeth Seitz
Elisabeth Seitz (ur. 4 listopada 1993 w Heidelbergu) – niemiecka gimnastyczka, brązowa medalistka mistrzostw świata, srebrna medalistka igrzysk europejskich i mistrzostw Europy, wielokrotna mistrzyni Niemiec.

## Igrzyska olimpijskie
Na pierwszych igrzyskach olimpijskich w Londynie zajęła szóste miejsce w ćwiczeniach na poręczach asymetrycznych i dziesiąte w wieloboju indywidualnym. Do finału nie zakwalifikowała się natomiast w ćwiczeniach na równoważni i wolnych. W zawodach drużynowych zajęła dziewiątą pozycję, odpadając w kwalifikacjach.
Cztery lata później w Rio de Janeiro ponownie awansowała do finału w ćwiczeniach na poręczach asymetrycznych i wieloboju indywidualnym. Tym razem w pierwszym z nich zakończyła rywalizację tuż za podium, zajmując czwarte miejsce, natomiast wielobój skończyła na 17. pozycji. W zawodach drużynowych razem z reprezentacją Niemiec zajęła szóste miejsce. Do finałów nie udało się zakwalifikować w ćwiczeniach wolnych i na równoważni.
| Igrzyska | Miejsce        | Konkurencja                           | Kwalifikacje | Kwalifikacje | Finał   | Finał   |
| Igrzyska | Miejsce        | Konkurencja                           | Punkty       | Pozycja      | Punkty  | Pozycja |
| -------- | -------------- | ------------------------------------- | ------------ | ------------ | ------- | ------- |
| IO 2012  | Londyn         | Wielobój indywidualny                 | 56,466       | 14. Q        | 57,365  | 10.     |
| IO 2012  | Londyn         | Ćwiczenia na poręczach asymetrycznych | 15,166       | 8. Q         | 15,266  | 6.      |
| IO 2012  | Londyn         | Ćwiczenia na równoważni               | 12,700       | 54.          | NQ      | NQ      |
| IO 2012  | Londyn         | Ćwiczenia wolne                       | 13,800       | 31.          | NQ      | NQ      |
| IO 2012  | Londyn         | Wielobój drużynowy                    | 167,331      | 9.           | NQ      | NQ      |
| IO 2016  | Rio de Janeiro | Wielobój indywidualny                 | 57,098       | 11. Q        | 56,366  | 17.     |
| IO 2016  | Rio de Janeiro | Ćwiczenia na poręczach asymetrycznych | 15,466       | 5. Q         | 15,533  | 4.      |
| IO 2016  | Rio de Janeiro | Ćwiczenia na równoważni               | 13,866       | 31.          | NQ      | NQ      |
| IO 2016  | Rio de Janeiro | Ćwiczenia wolne                       | 13,666       | 34.          | NQ      | NQ      |
| IO 2016  | Rio de Janeiro | Wielobój drużynowy                    | 173,263      | 6. Q         | 173,672 | 6.      |